# Archimandrite Melkhissedek
Pour les articles homonymes, voir Melchisédech (homonymie).
L'Archimandrite Melkhissedek (né ukrainien : Матві́й Карпович Значко-Яворський, Mativ Kaprovitch Znatsko-Iavorikiy) en 1716 ou 1721 à Loubny et mort le 14 juin 1809 à Hloukhiv, était l'archimandrite et activiste pour une autonomie de l'Ukraine.

## Origine
Il a fait ses études à l'Académie Mohyla de Kiev et est entré au monastère Motronynskiy en 1738. Il en devient l'archimandrite en 1758. Il est proche de Grigory Konisski, évêque de Moguilev et enseignant à l'Académie Mohyla.
Il est l'un des chefs de la Kolyivchtchyna, révolte de cosaques zaporogues entre juillet 1768 et juin 1769, aux côtés d'Ivan Gonta et Maksym Zalizniak.

## Hommages

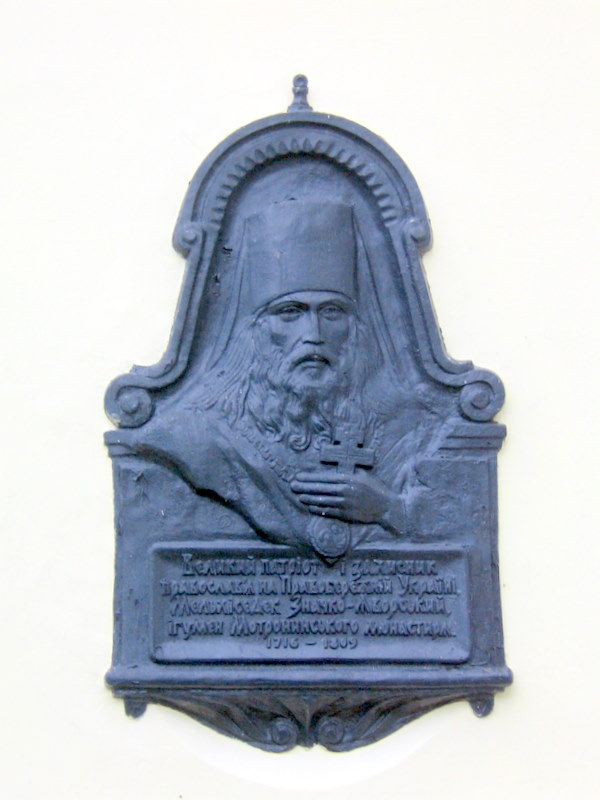
Une plaque au monastère.

.